# James Graham, 8. Duke of Montrose

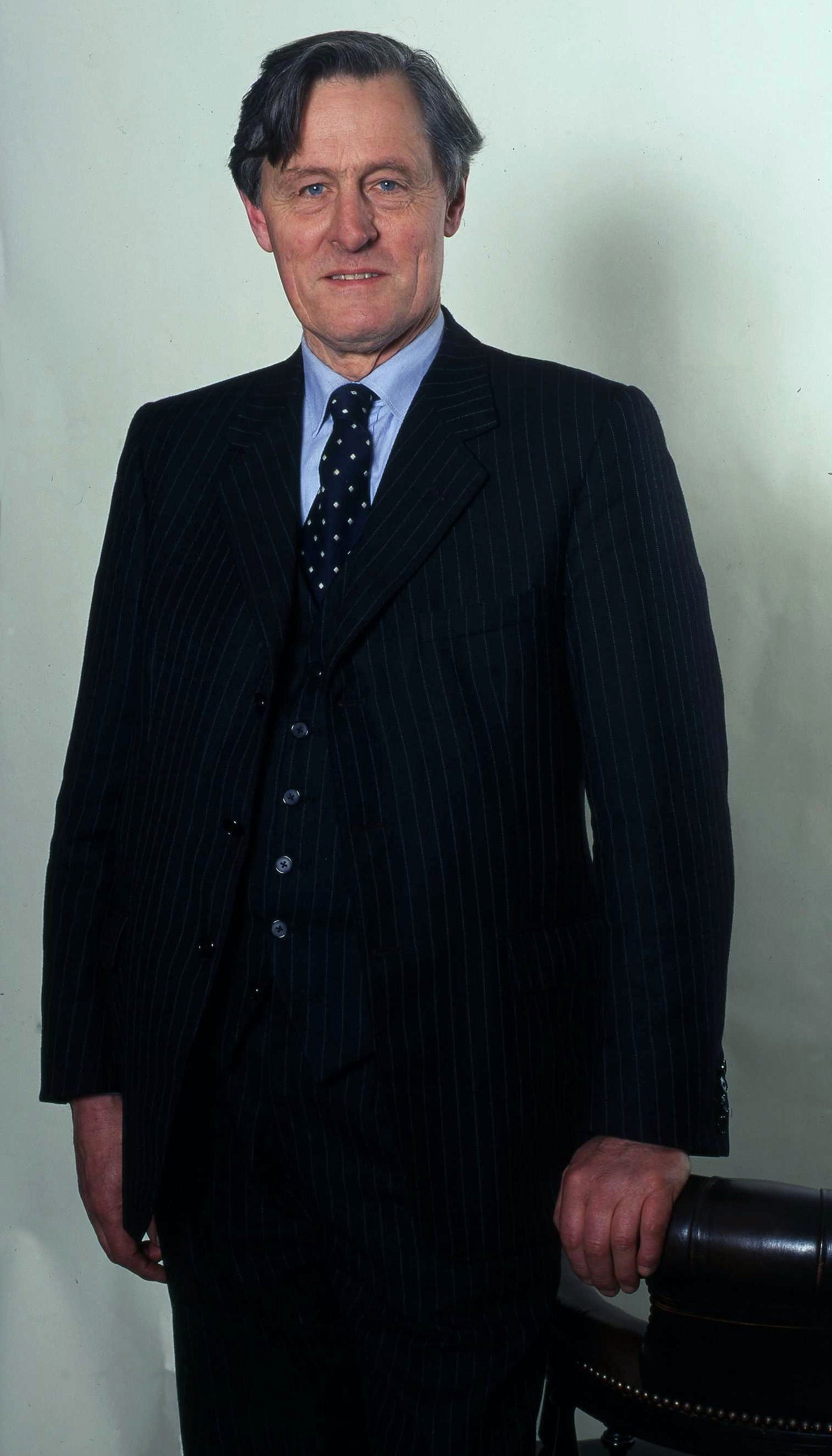
James Graham, 8. Duke of Montrose

James Graham, 8. Duke of Montrose (* 6. April 1935 in Südrhodesien) ist ein britischer Politiker (Conservative Party) und als gewählter erblicher Peer Mitglied des House of Lords. Er war bis zur Wahl 2010 Schattenminister für Umwelt, Ernährung und ländliche Angelegenheiten sowie Wales und Schottland.
Graham wurde in Südrhodesien geboren, wo sein Vater James Graham, der damals den Höflichkeitstitel Marquess of Graham führte, versuchte, eine Farm aufzubauen. Er besuchte Internate in Schottland, zunächst in Aberdeenshire, dann an der Loretto School nahe Edinburgh. Graham hat einige Zeit in China gelebt und sich dort für erneuerbare Energien und Umweltmaßnahmen eingesetzt. Er spricht fließend Mandarin.
Graham erbte 1992 von seinem Vater den Titel eines Duke of Montrose und damit den damals erblichen Sitz im House of Lords. Unter den 90 gewählten erblichen Peers, die nach dem House of Lords Act 1999 im Oberhaus des Parlaments verblieben, war Graham der einzige Duke. Der zweite Duke der damals im House of Lords verblieb, der Duke of Norfolk, hatte als Earl Marshal einen erblichen Sitz.
Graham ist verheiratet und hat zwei Söhne und eine Tochter.